# Chlorid chromnatý
Chlorid chromnatý je anorganická sloučenina chromu, kterou lze popsat vzorcem CrCl2, ale častěji se vyskytuje v hydratované formě CrCl2(H2O)n. Bezvodá forma je v čistém stavu bílá, komerčně dostupný je ale zbarvený do šeda až zelena. Je hygroskopický a rozpouští se za vzniku jasně modrého roztoku tetraaqua-dichlorochromnatého komplexu, [CrCl2(H2O)4]. Využívá se pro laboratorní přípravu komplexů chromu.

## Syntéza
Chlorid chromnatý se dá připravit redukcí chloridu chromitého vodíkem při teplotě 500 °C:
2 CrCl3 + H2 → 2 CrCl2 + 2 HCl
nebo elektrolyticky.
Další možností je redukce kovovým chromem v přítomnosti chlorovodíku:
2 CrCl3 + Cr → 3 CrCl2
V malém měřítku lze provést redukci pomocí LiAlH4, zinku nebo hořčíku:
4 CrCl3 + LiAlH4 → 4 CrCl2 + LiCl + AlCl3 + 2 H2
2 CrCl3 + Zn → 2 CrCl2 + ZnCl2
nebo reakci octanu chromnatého s kyselinou chlorovodíkovou:
(CH3COO)4Cr2 + 4 HCl → 2 CrCl2 + 4 CH3COOH

## Struktura
Bezvodý chlorid chromnatý má strukturu rutilu, je isostrukturní s chloridem vápenatým. Chrom je koordinován oktaedricky, symetrie je snížena Jahnovým-Tellerovým efektem.
Tetrahydrát, CrCl2(H2O)4, vytváří také oktaedrické molekuly, vazby Cr-O jsou v ekvatoriální rovině a chloridy jsou umístěny v axiálních pozicích.

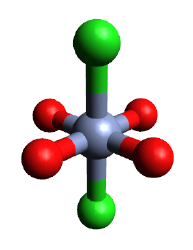
Kuličkový model tetrahydrátu

## Reakce
Redukční potenciál Cr3+ + e− ⇄ Cr2+ je −0,41 V, takže by měl být schopen uvolnit vodík z kyseliny, ale tato reakce probíhá pouze v přítomnosti katalyzátoru.

### Organická chemie
Využívá se jako prekurzor pro přípravu jiných anorganických a organokovových sloučenin chromu. Dokáže redukovat alkylhalogenidy a aromatické nitrosloučeniny.